# 波马雷三世
波馬雷三世（1820年6月25日—1827年1月8日）原名Teriʻitariʻa Pōmare，是大溪地王國第三代國王，1821年至1827年在位。
他是波馬雷二世和王后Teriʻitoʻoterai Teremoemoe所生的兒子。1821年，波馬雷二世逝世後，他繼承了王位。當時他年僅一歲半，由母親Teriʻitoʻoterai Teremoemoe、姑姑Teriʻitariʻa Ariʻipaeavahine以及五位親族酋長一起攝政。1826年，與美國締結通商條約。翌年夭折，年僅7歲，同父異母姐波馬雷四世繼位。
| 統治者頭銜          | 統治者頭銜               | 統治者頭銜          |
| ------------------- | ------------------------ | ------------------- |
| 前任者： 波马雷二世 | 大溪地國王 1821年–1827年 | 繼任者： 波马雷四世 |